# (32059) Ruchipandya
(32059) Ruchipandya est un astéroïde de la ceinture principale.

## Description
(32059) Ruchipandya est un astéroïde de la ceinture principale. Il fut découvert le 7 mai 2000 à Socorro (Nouveau-Mexique) par le projet LINEAR. Il présente une orbite caractérisée par un demi-grand axe de 2,20 UA, une excentricité de 0,12 et une inclinaison de 4,0° par rapport à l'écliptique.

## Compléments